# Kaltenbach
Kaltenbach è un comune austriaco di 1 265 abitanti nel distretto di Schwaz, in Tirolo.